# Coupe du monde B de combiné nordique 1992
Navigation
1990 — 1991 1992 — 1993
| \| Predazzo Planica Berchtesgaden Liberec Andelsbuch Klingenthal Szczyrk Schwarzach Le Brassus \| Les sites des compétitions |
| Predazzo Planica Berchtesgaden Liberec Andelsbuch Klingenthal Szczyrk Schwarzach Le Brassus                                  |

La coupe du monde B de combiné nordique 1991 — 1992 fut la deuxième édition de la coupe du monde B de combiné nordique, compétition de combiné nordique organisée annuellement de 1991 à 2008 et devenue depuis la coupe continentale.

## Présentation
Elle s'est déroulée du 15 décembre 1991 au 8 mars 1992, en 9 épreuves.
Cette coupe du monde B a débuté en Italie, dans la station de Predazzo et a fait étape au cours de la saison
en Slovénie (Planica),
en Allemagne (Berchtesgaden et Klingenthal),
en Tchécoslovaquie (Liberec),
en Autriche (Andelsbuch et Schwarzach),
en Pologne (Szczyrk),
pour s'achever en Suisse, au Brassus.
Cette Coupe du monde B fut le lieu de la première victoire polonaise de l'histoire de cette compétition : celle de Stanisław Ustupski lors de l'épreuve de Szczyrk, le 22 février 1992.
Le vainqueur du classement général fut l'allemand Thomas Krause.

## Récit de la compétition

### Le Brassus
Le Brassus accueille cette course dans le cadre de ces épreuves internationales. Le Tremplin de la Chirurgienne accueille sur le même week-end une manche de la coupe d'Europe de saut à ski. La compétition attire 2 000 spectateurs pour le saut et un millier pour la course de ski de fond.
Le concours de saut est dominé par l'Allemand Thomas Dorer qui a réalisé deux sauts à 104 mètres. Il devance l'Autrichien Wirth et les Allemands Jens Wagner, Felix et Enrico Heisig. Lors de la course de ski de fond, l'Allemand, Sven Leonhardt réalise le meilleur temps en 40 minutes et 8 secondes. Malgré le onzième temps de ski, Jens Wagner parvient à l'emporter devant le Tchèque Radomír Skopek qui a réalisé le cinquième temps de ski. Enrico Heisig prend la troisième place et il devance deux Français, Frédéric Baud et Pierre Heinrich,.

## Classement général
| Rang | Nom                |
| ---- | ------------------ |
| 1    | Thomas Krause      |
| 2    | Uwe Prenzel        |
| 3    | Radomír Skopek     |
| 4    | Zbyněk Pánek       |
| 5    | Jens Wagner        |
| 6    | Enrico Heisig      |
| 7    | Martin Bayer       |
| 8    | Tino Feix          |
| 9    | David Šojat        |
| 10   | Nico Reichenberger |
| 11   | Falk Weber         |
| 12   | Thomas Donaubauer  |

## Calendrier
| Date                   | Épreuve     | Vainqueur          | Deuxième        | Troisième      |
| 1. Predazzo            |             |                    |                 |                |
| 15/12/1991             | K90 / 15 km | Thomas Müller      | Stefan Kreiner  | Enrico Heisig  |
| 2. Planica             |             |                    |                 |                |
| 21/12/1991             | K90 / 15 km | Martin Bayer (cs)  | Thomas Krause   | Enrico Heisig  |
| 3. Berchtesgaden       |             |                    |                 |                |
| 12/01/1992             | K90 / 15 km | Thomas Krause      | Ralf Schmidt    | Radomír Skopek |
| 4. Liberec - Harrachov |             |                    |                 |                |
| 18/01/1992             | K90 / 15 km | David Šojat        | Zbyněk Pánek    | Martin Bayer   |
| 5. Andelsbuch          |             |                    |                 |                |
| 09/02/1992             | K90 / 15 km | Zbyněk Pánek       | Falk Weber      | Uwe Prenzel    |
| 6. Klingenthal         |             |                    |                 |                |
| 15/02/1992             | K90 / 15 km | Uwe Prenzel        | Thomas Abratis  | Thomas Krause  |
| 7. Szczyrk             |             |                    |                 |                |
| 22/02/1992             | K90 / 15 km | Stanisław Ustupski | Andrea Cecon    | Thomas Krause  |
| 8. Schwarzach          |             |                    |                 |                |
| 29/02/1992             | K90 / 15 km | Uwe Prenzel        | Ralph Leonhardt | Enrico Heisig  |
| 9. Le Brassus          |             |                    |                 |                |
| 8/03/1992              | K90 / 15 km | Jens Wagner        | Radomír Skopek  | Enrico Heisig  |